# Ekonomika Belgie
Belgie má moderní kapitalistickou ekonomiku, která vychází ze silného industriálního základu a výhodné geografické polohy. Belgie byla prvním kontinentálním evropským státem, který prošel průmyslovou revolucí, kdy byl vybudován rozsáhlý systém přepravy s přístavy, plavebními kanály, hustou železniční a dálniční sítí propojující industriální centra země s okolními státy.
Belgie dováží suroviny a polotovary, které jsou dále zpracovávány a následně vyváženy. Na světovém obchodu je belgická ekonomika závislá, vývoz tvoří asi dvě třetiny HNP. Mezi obchodní výhody Belgie patří její centrální geografická poloha a vysoce kvalifikovaná, vícejazyčná pracovní síla.
Kromě uhlí, které se už dnes netěží, a úrodné půdy nemá Belgie mnoho přírodních zdrojů. Přesto je tu bohatě zastoupen průmysl, nejvýznamnějšími odvětvími jsou ocelářství, textilní průmysl, petrochemický průmysl, potravinářství, farmaceutický průmysl, automobilový průmysl a výroba elektroniky.
V současnosti je belgická ekonomika primárně orientovaná na sektor služeb, ten v roce 2019 tvořil 69,74 % HDP, průmysl asi 19,03 %, zemědělství 0,43 % HDP.
Jako jeden ze států, které se podílely na vzniku Evropských společenství, silně podporuje integraci evropských ekonomik v rámci EU. Dvě třetiny zahraničního obchodu jsou realizovány se zeměmi EU a Brusel je zároveň administrativním sídlem Unie.
V roce 2002 přijala Belgie euro, které nahradilo belgický frank.
Státní dluh k roku 2018 dosahoval 102 % HDP a Belgie tak byla čtvrtou nejzadluženější zemí v EU.

## Historie

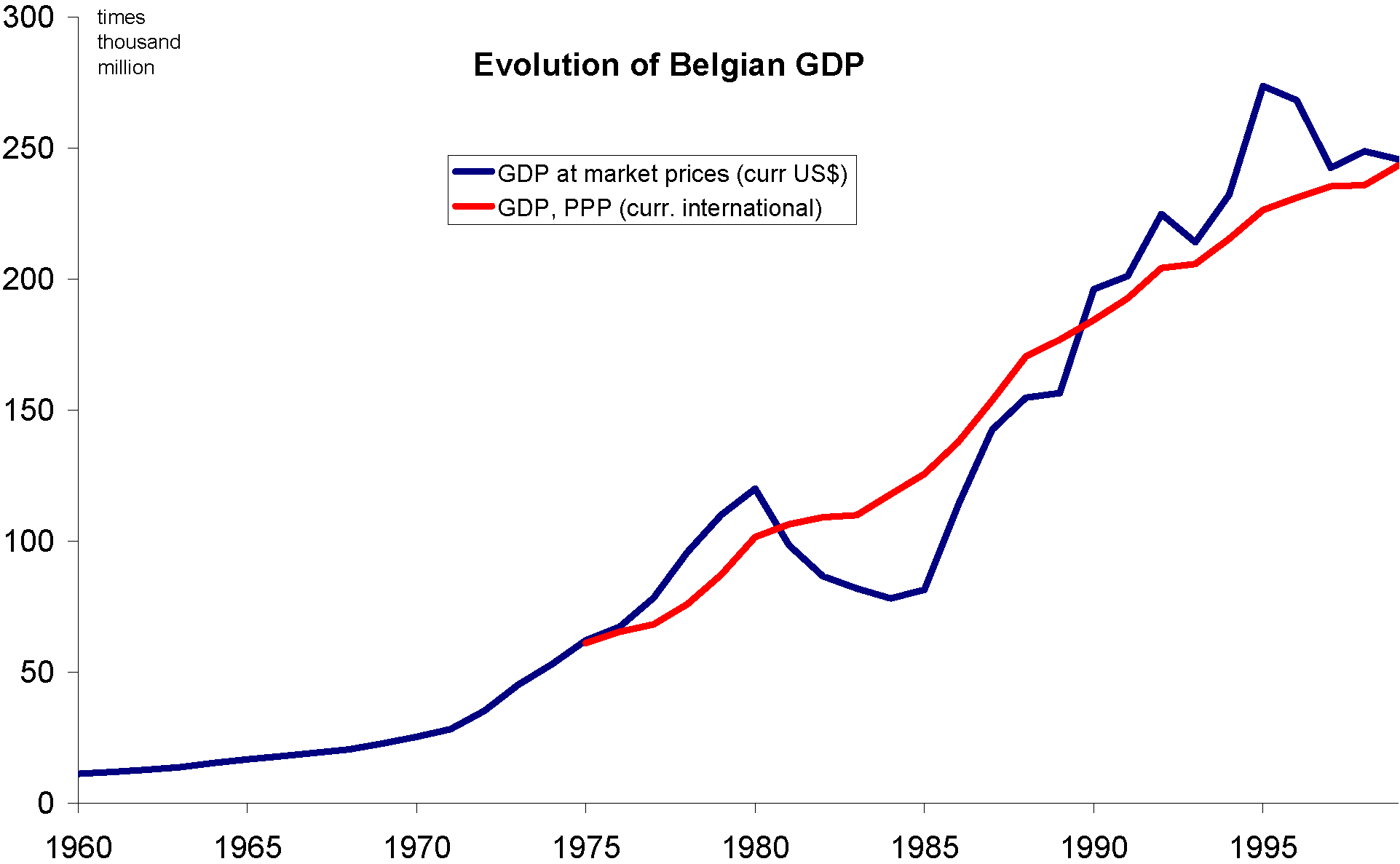
Vývoj belgického HDP

Zatímco v roce 1914 měla Belgie jednu z nejlépe fungujících ekonomik v Evropě, v roce 1919, rok po konci války, činila nezaměstnanost hrozivých 80 procent. Přesto se ekonomická situace začala rychle zlepšovat a už v roce 1920 Belgie ukázala svou sílu uspořádáním prvních poválečných olympijských her v Antverpách. V roce 1921 Lucembursko vytvořilo s Belgií hospodářskou unii, což ekonomice také značně pomohlo. Spolupráce mezi těmito státy se projevovala např. vytvořením měnové unie, kdy bylo možno používat belgický frank na lucemburském území a naopak.
Během 2. světové války zůstal belgický průmysl relativně nepoškozen díky Galopinově doktríně, která hlásala hospodářskou spolupráci s nacistickými okupanty vyjma válečného průmyslu. Poválečný boom byl umocněn vznikem EU a NATO, které obě sídlí v Bruselu, a poválečnému nastartování ekonomiky výrazně pomohl i Marshallův plán.
Valonsko bylo od průmyslové revoluce jedním z nejbohatších míst v Evropě díky rychle se rozvíjejícímu průmyslovému pásmu, kde se těžilo a zpracovávalo uhlí a vyráběla ocel. Krize uhelného a těžkého průmyslu v 2. polovině 20. století způsobila hospodářský propad a v přechodu na moderní ekonomiku začalo Valonsko zaostávat za původně zemědělským Vlámskem, které se po 2. světové válce měnilo v hospodářsky prosperující oblast. Rozvíjel se tam zejména lehký a petrochemický průmysl, který byl v 60. a 70. letech podporován zahraničními investicemi (zejména z USA). Během 80. a 90. let se průmyslové centrum země dále posunovalo na sever do Vlámska (je to také důležitý dopravní uzel) a dnes tam sídlí většina průmyslové výroby, včetně světových automobilových společností.
Kvůli ropným šokům 70. let a restrukturalizaci průmyslu se na počátku 80. let dostala belgická ekonomika do recese. Nejzávažnější krize z let 1980-82 vyústila v obrovský nárůst nezaměstnanosti, což vedlo ke zvýšení státních výdajů na sociální zabezpečení, podporu vývozu a následnému zadlužení státu. V letech 1992-1993 byla Belgie zasažena nejen ekonomickými, ale i politickými rozpory které vyústili ve federalizaci země. Během let 2000 až 2008 je podařilo ekonomiku stabilizovat, ale v roce 2009 opět upadla do recese vlivem globální finanční krize.

## Odvětví ekonomiky
Belgická ekonomika je primárně orientovaná na služby, které tvoří většinu belgického HDP. Podle zprávy EU byly v roce 2018 nejdůležitějšími odvětvími belgického hospodářství služby, a to v oborech veřejná správa, obrana, vzdělávání, zdravotní a sociální péče, které pokrývají 22,1 % HDP. Za nimi následuje maloobchod a velkoobchod, doprava, ubytování, stravování a pohostinství (19,4 %) a průmysl (16,7 %).

## Zahraniční obchod
Díky své pozici uprostřed vysoce industrializované zóny se Belgie stala velmi vyvinutou a exportně zaměřenou ekonomikou. Velmi těží i ze své centrální a zároveň přímořské pozice a jazykově i profesně vzdělané pracovní síly. Belgický vývoz představuje asi 79 % HNP země. Většina zahraničního obchodu Belgie (73 %) se odehrává v rámci EU. Nejdůležitějšími příjemci belgického zboží jsou Německo (18 %), Francie (14 %) a Nizozemsko (12 %). I tak se ale Belgie snaží být otevřená i mimounijním investicím, 5 % jejího exportu směřuje do USA a další 2 % do Číny a Indie. Hlavními exportními artikly Belgie jsou stroje a příslušenství, chemikálie, opracované diamanty, kovy a kovové produkty a potraviny.
Pokud jde o import do země, 64 % se realizuje z členských zemí EU. 18 % dovozu do Belgie zajišťuje Nizozemsko, 13 % Německo a 9 % jde z Francie. Mimo Evropskou unii jsou hlavními dovozci zboží Spojené státy (7 %) a Čína (4 %).

## Zaměstnanost
Belgie se, co se nezaměstnanosti týče, pohybuje trvale pod průměrem EU. V prvním pololetí roku 2020 tam byla nezaměstnanost kolem 5,2 % a z toho 43 % lidí bylo bez práce dlouhodobě. Na porovnání, průměrná nezaměstnanost EU byla v lednu 2020 7,5 %, přičemž dlouhodobě nezaměstnaní tvořili 40,3 %. Mezi mladými Belgičany ve věku od 15 do 24 je nezaměstnanost výrazně vyšší (18,3 % v roce 2019).
Celková pracovní síla v Belgii odpovídá přibližně 5,1 milionům lidí a z nich pouze necelé jedno procento (48 tisíc lidí) pracuje v zemědělství. Toto odpovídá vyspělosti a modernosti hospodářství této země. Naprostá většina lidí (73,5 %) je zaměstnána ve službách (podobně jako ve většině zemí EU). Dalších téměř 19 % lidí je zaměstnáno v průmyslu a přidružených odvětvích. Asi jednu šestinu pracovní síly Belgie tvoří OSVČ.
Dlouhodobě se Belgie pohybuje na vrcholu, i pokud se jedná o výši mezd. Průměrný belgický plat se pohybuje kolem 55,6 tisíc amerických dolarů ročně (asi 1,2 milionu Kč). V rámci Evropy ji tak předbíhá pouze Lucembursko, Island, Dánsko a Nizozemsko.[zdroj?]

## Rozpočet
Ačkoli je Belgie vyspělou a bohatou zemí, její veřejné výdaje dlouhou dobu převyšovaly příjmy. Státní dluh země nejvíce stoupal během osmdesátých let minulého století a v roce 1990 dosáhl téměř 140 % belgického HDP. Díky zavedení přísné rozpočtové politiky se zemi podařilo srazit dluh pod 90 %, ale krize v roce 2008 ho opět zvedla. Na konci prvního desetiletí 21. století měla Belgie třetí nejvyšší státní dluh ze všech zemí EU (96,7 % HDP). Aktuálně[kdy?] státní dluh Belgie opět stoupá a jedná se o čtvrtou nejzadluženější zemi EU. Ač je státní dluh země tak vysoký, nehrozí Belgii bankrot, jelikož se jedná o důvěryhodnou vyspělou zemi plnou investičních příležitostí. Podobně na tom je například Japonsko, jehož státní dluh má hodnotu více než 200 % HDP.

## Rozdíly mezi regiony
Ekonomika Belgie je různorodá a nemůže být plně pochopena bez zohlednění regionálních rozdílů. Vlámská a valonská ekonomika se liší v mnoha ohledech, stejně tak ekonomiky měst jako Brusel, Antverpy, Lutych, Bruggy, Charleroi nebo Gent vykazují značné rozdíly. HDP na osobu v Bruselu je výrazně vyšší než v ostatních regionech.
Nezaměstnanost je zhruba třikrát vyšší ve Valonsku než ve Vlámsku, a ještě vyšší je v Bruselu. (2019: Vlámsko 3,4 %; Valonsko 8,5 %; a Brusel 13,2 %)
| Pořadí | NUTS region     | 2017 reálné HDP per capita v eurech | % průměru HDP v EU27 v roce 2017 |
| ------ | --------------- | ----------------------------------- | -------------------------------- |
| 1      | Brusel          | 57,700                              | 196 %                            |
| 2      | Vlámský region  | 35,300                              | 120 %                            |
| 3      | Valonský region | 24,800                              | 84 %                             |

### Brusel
S výší nominálního HDP 77,694 € miliónů a reálného HDP 57,700 € miliónů v roce 2017 Brusel představuje jeden z nejbohatších regionů Evropy (241 % průměru Evropské unie). Na druhou stranu má region vysokou míru nezaměstnanosti 13,2 %. Zhruba 19 % pracovních pozic zastávají obyvatelé žijící ve Vlámsku nebo Valonsku, zatímco 17 % obyvatel Bruselu pracuje mimo hlavní město. Lidem je ale jejich příjem počítán tam, kde pracují, a ne v místě jejich bydliště, což uměle zvyšuje HDP na hlavu v Bruselu a mírně ho snižuje v ostatních regionech.
Rozdíl v hrubém domácím produktu mezi regiony se každým rokem zvyšuje, důvodem je i výrazně vyšší orientace na služby v Bruselském regionu, díky rostoucím požadavkům administrativy EU. Instituce Evropské unie v Bruselu a s nimi spojené služby poskytují 121 000 pracovních míst. Brusel též generuje 13 % veškerého belgického exportu.

### Vlámsko

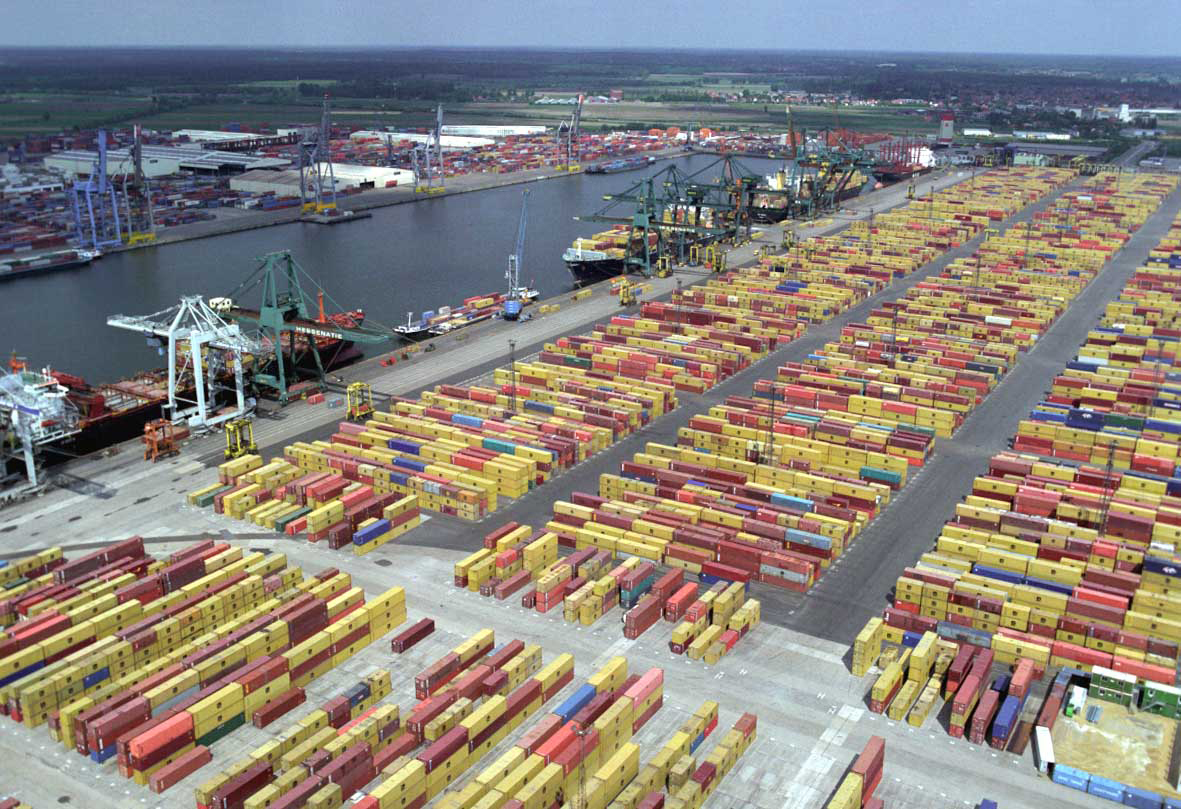
Kontejnerový terminál v antverpském přístavu

Ve Vlámsku, které pokrývá téměř polovinu území Belgie, je koncentrována většina průmyslu. Region vytváří 59,2 % HNP Belgie. Mezi belgickými regiony je Vlámsko druhé ve výši HDP na osobu (35,300 €, to odpovídá 120 % evropského průměru). Míra nezaměstnanosti je zde 3,4 %, což je značně pod průměrem EU (6,9 %) i celé Belgie (6 %). Průmyslový sektor ve Vlámsku představuje 23,1 % celkového HDP regionu. Služby vyprodukují 75,8 % HDP a zemědělství pouze 1,1 %.
Vlámsko je důležitým logistickým uzlem díky své centrální poloze a husté a integrované dopravní síti. Ve Vlámsku působí také velké nadnárodní automobilové společnosti (například Opel nebo Volvo). Kromě toho jsou klíčovými odvětvími regionální ekonomiky ještě petrochemický průmysl a informační technologie.

### Valonsko
Bohaté zásoby uhlí a rychlý vývoj technologií na jeho zpracování udělaly z Valonska jednu z nejbohatších oblastí během průmyslové revoluce. Později však potíže s přechodem na moderní ekonomiku způsobily, že Valonsko zaostalo za zbytkem země. Mezi belgickými regiony je Valonsko v současnosti s 24 800 € na třetím místě ve výši HDP na osobu. Valonské HDP představuje 84 % průměru EU. Míra nezaměstnanosti (8,5 % v roce 2018) je ve Valonsku pod průměrem Belgie i EU.
Hlavními průmyslovými odvětvími regionu je farmaceutický průmysl, těžební průmysl, výroba pryžových a plastových výrobků, výroba elektrických zařízení, metalurgie a výroba kovových výrobků. Valonský vývoz činil v roce 2016 16 % belgického vývozu, zatímco dovoz představoval 13 % celkového národního objemu.